# Premio Wolf per la fisica
Il premio Wolf per la fisica è un premio assegnato annualmente dalla fondazione Wolf. È una delle sei categorie dei premi Wolf riconosciuti dalla fondazione e assegnati dal 1978.

## Vincitori del premio Wolf per la fisica
| Anno      | Vincitore                                                | Nazionalità                                                 | Menzione |
| --------- | -------------------------------------------------------- | ----------------------------------------------------------- | --- |
| 1978      | Wu Jianxiong                                             | Cina / Stati Uniti                                          | Per i suoi studi sull'interazione debole, che hanno contribuito a stabilirne l'esatta forma e la non conservazione della parità |
| 1979      | George Eugene Uhlenbeck                                  | Paesi Bassi / Stati Uniti                                   | Per la scoperta, compiuta congiuntamente a Samuel Abraham Goudsmit, dello spin dell'elettrone |
| 1979      | Giuseppe Occhialini                                      | Italia                                                      | Per i suoi contributi alla scoperta della creazione di coppia elettrone-positrone e del pione carico |
| 1980      | Michael E. Fisher Leo Kadanoff Kenneth Geddes Wilson     | Stati Uniti                                                 | Per gli sviluppi culminati nella teoria generale del comportamento critico di transizione tra stati termodinamici differenti della materia |
| 1981      | Freeman Dyson Gerard 't Hooft Victor Weisskopf           | Regno Unito / Stati Uniti Paesi Bassi Austria / Stati Uniti | Per i loro straordinari contributi alla fisica teorica, specialmente nello sviluppo e nell'applicazione della teoria quantistica dei campi |
| 1982      | Leon Max Lederman Martin Lewis Perl                      | Stati Uniti                                                 | Per la scoperta di nuove particelle inaspettate, stabilendo l'esistenza della terza generazione di quark e leptoni |
| 1983-1984 | Erwin Hahn                                               | Stati Uniti                                                 | Per la scoperta dello spin echo nucleare e del fenomeno della self-induced transparency |
| 1983-1984 | Peter B. Hirsch                                          | Regno Unito                                                 | Per gli sviluppi nell'utilizzo del microscopio elettronico a trasmissione come strumento universale per lo studio delle strutture cristalline |
| 1983-1984 | Theodore Harold Maiman                                   | Stati Uniti                                                 | Per la realizzazione del primo laser funzionante, il laser a rubino impulsato a tre livelli di energia |
| 1985      | Conyers Herring Philippe Nozières                        | Stati Uniti Francia                                         | Per i loro fondamentali contributi alla teoria dei solidi, specialmente per il comportamento degli elettroni nei metalli |
| 1986      | Mitchell Feigenbaum                                      | Stati Uniti                                                 | Per i suoi studi teorici pionieristici che hanno dimostrato il carattere universale dei sistemi non lineari, rendendo possibile lo studio sistematico del caos |
| 1986      | Albert J. Libchaber                                      | Francia / Stati Uniti                                       | Per la dimostrazione sperimentale della transizione dei sistemi dinamici verso la turbolenza e il caos |
| 1987      | Herbert Friedman                                         | Stati Uniti                                                 | Per gli studi pionieristici sul raggi X solari |
| 1987      | Bruno Rossi Riccardo Giacconi                            | Italia / Stati Uniti Italia / Stati Uniti                   | Per la scoperta di sorgenti di raggi X extra-solari e la spiegazione dei loro processi fisici |
| 1988      | Roger Penrose Stephen Hawking                            | Regno Unito                                                 | Per lo sviluppo della teoria della relatività generale, nel quale hanno mostrato la necessità di singolarità cosmologiche e hanno spiegato la fisica dei buchi neri. Con questo lavoro hanno fortemente migliorato la nostra conoscenza dell'origine e del possibile destino dell'Universo.          |
| 1989      | non assegnato                                            |                                                             | |
| 1990      | Pierre-Gilles de Gennes David Thouless                   | Francia Regno Unito / Stati Uniti                           | Per l'ampia varietà di contributi pionieristici alla conoscenza dell'organizzazione di sistemi complessi di materia condensata, de Gennes specialmente per il suo lavoro sulla materia macromolecolare e sui cristalli liquidi, Thouless per quello sui sistemi disordinati e a bassa dimensionalità |
| 1991      | Maurice Goldhaber Valentine Telegdi                      | Stati Uniti Ungheria / Stati Uniti                          | Per i loro contributi indipendenti alla fisica nucleare e delle particelle, specialmente per quanto riguarda l'interazione debole dei leptoni |
| 1992      | Joseph Hooton Taylor                                     | Stati Uniti                                                 | Per la scoperta di una pulsar radio orbitante e il suo utilizzo nella verifica della teoria generale della relatività con alta precisione |
| 1993      | Benoît Mandelbrot                                        | Francia / Stati Uniti                                       | Per aver riconosciuto la vasta ricorrenza dei frattali e aver sviluppato gli strumenti matematici per descriverli, cambiando la nostra visione della natura |
| 1994-1995 | Vitalij Lazarevič Ginzburg                               | Russia                                                      | Per i suoi contributi alla teoria della superconduttività e alla teoria dei processi ad alta energia in astrofisica |
| 1994-1995 | Yōichirō Nambu                                           | Giappone / Stati Uniti                                      | Per i suoi contributi alla teoria delle particelle elementari, compreso il riconoscimento del ruolo svolto dalla rottura spontanea di simmetria in analogia alla teoria della superconduttività, e la scoperta della simmetria di colore dell'interazione forte                                      |
| 1995-1996 | non assegnato                                            |                                                             | |
| 1996-1997 | John Archibald Wheeler                                   | Stati Uniti                                                 | per i suoi contributi alla fisica dei buchi neri, alla gravità quantistica e alle teorie dello scattering nucleare e della fissione nucleare |
| 1998      | Yakir Aharonov Michael Berry                             | Israele Regno Unito                                         | per la scoperta delle fasi quantistiche topologiche e geometriche. In particolare la Aharonov-Bohm, la fase di Berry, e la loro incorporazione in molti campi della fisica |
| 1999      | Dan Shechtman                                            | Israele                                                     | per la scoperta sperimentale di quasi-cristalli, solidi non periodici con ordine a lungo raggio, che ha ispirato l'esplorazione di un nuovo stato fondamentale della materia. |
| 2000      | Raymond Davis Jr. Masatoshi Koshiba                      | Stati Uniti Giappone                                        | per le loro osservazioni pionieristiche di fenomeni astronomici di rivelazione di neutrini, creando così il campo emergente della astronomia neutrinica. |
| 2001      | non assegnato                                            |                                                             | |
| 2002-2003 | Bertrand I. Halperin Anthony James Leggett               | Stati Uniti Regno Unito / Stati Uniti                       | per intuizioni chiave per affrontare la vasta gamma della fisica della materia condensata: Leggett sulla superfluidità della luce isotopo dell'elio e macroscopici fenomeni quantistici, e Halperin su due dimensioni di fusione, sistemi disordinati e gli elettroni fortemente interagenti.        |
| 2004      | Robert Brout François Englert Peter Higgs                | Stati Uniti / Belgio Regno Unito                            | per il lavoro pionieristico che ha portato all'intuizione di generazione di massa, ogni volta che una valutazione di simmetria locale è realizzata asimmetricamente nel mondo di particelle subatomiche.                                                                                             |
| 2005      | Daniel Kleppner                                          | Stati Uniti                                                 | per il lavoro pionieristico nel campo della fisica atomica di sistemi idrogenoidi, compresa la ricerca sul maser d'idrogeno, gli atomi di Rydberg e la condensazione di Bose-Einstein. |
| 2006-2007 | Albert Fert Peter Grünberg                               | Francia Rep. Ceca / Germania                                | per la loro scoperta del fenomeno indipendente magnetoresistenza gigante (GMR), lanciando così un nuovo campo di ricerca e le applicazioni conosciute come spintronica, che utilizza lo spin dell'elettrone per archiviare e trasportare le informazioni.                                            |
| 2008      | non assegnato                                            |                                                             | |
| 2009      | non assegnato                                            |                                                             | |
| 2010      | John F. Clauser Alain Aspect Anton Zeilinger             | Stati Uniti Francia Austria                                 | per i loro fondamentali contributi teorici e sperimentali ai fondamenti della fisica quantistica e, nello specifico, una sempre più sofisticata serie esperimenti sulle disuguaglianze di Bell, o su loro estensioni, mediante l'uso di stati quantici correlati .                                   |
| 2011      | Maximilian Haider Harald Rose Knut Urban                 | Austria Germania                                            | per il loro sviluppo dell'aberrazione-corretta con il microscopio elettronico, consentendo l'individuazione di atomi con precisione picometrica, rivoluzionando così la scienza dei materiali. |
| 2012      | Jacob Bekenstein                                         | Messico / Israele                                           | per il suo lavoro sui buchi neri. |
| 2013      | Peter Zoller Ignacio Cirac                               | Austria Spagna                                              | per i contributi teorici pionieristici nell'elaborazione quantistica, dell'ottica quantistica e la fisica dei gas quantistici. |
| 2014      | non assegnato                                            |                                                             | |
| 2015      | James Bjorken                                            | Stati Uniti                                                 | per la predizione dell'effetto di scala nello scattering anelastico profondo, portando all'identificazione dei costituenti puntiformi dei nucleoni. Ha dato un contributo cruciale nel chiarire la natura della forza forte.                                                                         |
| 2015      | Robert P. Kirshner                                       | Stati Uniti                                                 | per aver creato il gruppo, l'ambiente e aver dato le linee guida che hanno permesso ai suoi dottorandi e ricercatori di scoprire l'accelerazione nell'espansione dell'Universo. |
| 2016      | Yoseph Imry                                              | Israele                                                     | per il suo lavoro nella fisica mesoscopica: una branca della fisica che studia gli oggetti non visibili ad occhio nudo (macroscopici) ma più grandi degli atomi. |
| 2017      | Michel Mayor Didier Queloz                               | Svizzera                                                    | per la scoperta di un pianeta extrasolare orbitante intorno a una stella simile al Sole. |
| 2018      | Charles H. Bennett Gilles Brassard                       | Stati Uniti Canada                                          | per il loro lavoro congiunto nel campo in rapida espansione dell'informatica quantistica. |
| 2019      | non assegnato                                            |                                                             | |
| 2020      | Rafi Bistritzer Pablo Jarillo-Herrero Allan H. MacDonald | Israele Spagna Canada                                       | per il loro lavoro pionieristico in campo teorico e sperimentale sul grafene a spirale doppio strato |
| 2021      | Giorgio Parisi                                           | Italia                                                      | per le sue scoperte pionieristiche nella teoria quantistica dei campi, in meccanica statistica e nei sistemi complessi |
| 2022      | Anne L'Huillier Paul Corkum Ferenc Krausz                | Francia / Svezia Canada Austria / Ungheria                  | per i contributi pionieristici alla scienza del laser ultraveloce e alla fisica degli attosecondi |
| 2023      | non assegnato                                            |                                                             | |
| 2024      | Martin Rees                                              | Regno Unito                                                 | per contributi fondamentali all'astrofisica delle alte energie, alle galassie, alla formazione delle strutture e alla cosmologia. |
| 2025      | James P. Eisenstein Mordehai Heiblum Jainendra K. Jain   | Stati Uniti Israele India / Stati Uniti                     | per la progressione della nostra comprensione delle sorprendenti proprietà dei sistemi elettronici bidimensionali in forti campi magnetici |